# 東亮太
東 亮太（あずま りょうた）は、日本のライトノベル作家。東京都出身。
高校生のころに妄想したストーリーをまとめるため、大学生になってから小説という形で書き始める。その後今後のことを考えて、選択肢の1つとして新人賞に応募を始める。そして第10回スニーカー大賞で「君等の記号/私のジケン」が奨励賞を受賞し、同作を改題・修正した『マキゾエホリック』でデビューする。大学卒業後の受賞だった。

## 作品

### 単行本
- マキゾエホリック（2006年、角川スニーカー文庫、イラスト：Nino、全3巻）
- ゲゲゲの鬼太郎おばけ塾（2009年、角川つばさ文庫、イラスト：水木しげる、全2巻）
- 妄想少女（2009年 - 2010年、角川スニーカー文庫、イラスト：ちこたむ、全6巻）
- リバース;エンド（2013年、角川スニーカー文庫、イラスト：えいひ、全2巻）
- 闇堕ち騎士がダンジョン始めました!!（2014年、角川スニーカー文庫、イラスト：ユメのオワリ、全2巻）
- 異世界妖怪サモナー 〜ぜんぶ妖怪のせい〜（2015年、角川スニーカー文庫、イラスト：日向あずり、全2巻）
- オーク先生のJKハーレムにようこそ!（2017年、角川スニーカー文庫、イラスト：イセ川ヤスタカ、全1巻）
- 夜行奇談（2023年、角川書店（単行本）、全1巻）

### 雑誌掲載
- マキゾエホリック Case0：ポニーテールという名の記号（『ザ・スニーカー』2006年2月号）
- マキゾエホリック Trouble1：密室という名の記号（『ザ・スニーカー』2006年8月号）
- 女子高生♥地球侵略物語（『ザ・スニーカー』2009年4月号、イラスト：とりしも）